# 圖鑑
圖鑑是一種將某一主題內各種相關的圖片集結起來並予以說明解釋的書籍，以收集物種（動物、植物等等）與礦物的資料較常見。由於每一條目皆附有圖片，所以閱讀者可以清楚地了解該條目所描述之物的樣貌。圖鑑有些類似百科全書。

## 例子
- 動物圖鑑
- 植物圖鑑
- 科學圖鑑

## 相關
- 百科全書